# Virginia Hamilton
Virginia Esther Hamilton (12 mars 1934 – 19 février 2002) est une femme de lettres afro-américaine, auteure de littérature d'enfance et de jeunesse. Elle est lauréate en 1992 du prestigieux prix international, le prix Hans Christian Andersen catégorie Écriture.

## Biographie
Elle a écrit 41 livres, dont M. C. Higgins, the Great, qui lui a valu de recevoir le National Book Award du livre pour enfants et la médaille Newbery en 1975.
Elle figure dans la « Honour List » 1976 de l' IBBY, catégorie Auteur, pour M. C. Higgins, the Great, puis dans la « Honour List » 1984, pour Sweet Whispers, Brother Rush.
Pour couronnement de toute sa carrière, Virginia Hamilton a reçu le prix Hans Christian Andersen catégorie Écriture en 1992, et la médaille Laura Ingalls Wilder pour sa contribution à la littérature de jeunesse américaine en 1995.

## Œuvres
- Quand les hommes savaient voler, contes populaires noirs américains, illustré par Leo et Diane Dillon, édition du Sorbier, 1988 ; 1997.